# Victor Jensen
Victor Christoffer Jensen (Kopenhagen, 8 februari 2000) is een Deens voetballer die doorgaans als middenvelder speelt. In januari 2023 verruilde Jensen Ajax voor FC Utrecht.

## Clubcarrière

### FC Kopenhagen
Jensen speelde in de jeugd voor Hvidovre IF, waarna hij naar de jeugdopleiding van FC Kopenhagen vertrok. Daar speelde hij in het seizoen 2016/17 drie internationale wedstrijden mee in de UEFA Youth League.

### Ajax
In de zomer van 2017 vertrok Jensen voor een bedrag van 3,5 miljoen euro naar Ajax, waar hij aansloot bij Ajax onder 19. In twee seizoenen kwam hij tot 28 wedstrijden, was hij tien keer trefzeker en gaf hij zes assists. Ook voor de Amsterdamse club speelde Jensen wedstrijden mee in de UEFA Youth League. In twee seizoenen kwam hij tot tien internationale wedstrijden met vier doelpunten en twee assists.
In het seizoen 2017/18 debuteerde Jensen via Jong Ajax in het betaald voetbal. Op 12 januari 2018 verving hij in de met 2–1 verloren uitwedstrijden tegen Fortuna Sittard na 58 minuten Sebastian Pasquali. In totaal kwam Jensen tot zestig optredens voor de beloften van de club. Daarin wist hij veertien keer te scoren en gaf hij zeven assists. In het seizoen 2020/21 volgde zijn debuut in het eerste elftal van Ajax. Op 12 december 2020 verving hij tegen PEC Zwolle na 74 minuten Antony.

#### Verhuur aan FC Nordsjælland
In het seizoen 2020/21 werd Jensen vanaf februari 2021 voor de rest van het seizoen verhuurd aan FC Nordsjælland. Voor de club uit zijn geboorteland kwam hij in achttien wedstrijden tot drie doelpunten en drie assists.

#### Terugkeer bij Ajax
In het seizoen 2021/22 volgde in augustus zijn tweede optreden voor het eerste elftal, maar Jensen zat voornamelijk op de reservebank. Daardoor gaf hij in november 2021 aan moeite te hebben met zijn gebrek aan speeltijd bij het eerste elftal en liever aan speelminuten toe te komen bij Jong Ajax, dan bij het eerste elftal op de bank te zitten.

#### Verhuur aan Rosenborg BK
Op 1 maart 2022 verlengde Ajax het contract van Jensen met één seizoen. De club verhuurde hem bovendien tot en met het einde van het kalenderjaar 2022 aan Rosenborg BK. In dertig wedstrijden was hij vijf keer trefzeker en kwam hij tot vijf assists. De Noorse club hoopte na afloop op een langer verblijf.

#### Terugkeer bij Ajax
Ondanks de hoop op een langer verblijf vanuit Rosenborg BK keerde Jensen in het nieuwe jaar terug naar Ajax, waar in januari 2023 werd besloten dat zijn toekomst niet in Amsterdam zou liggen. In periodes verdeeld over drie seizoenen kwam Jensen namens Ajax tot vier optredens in alle competities.

### FC Utrecht
Op 31 januari 2023 tekende Jensen een contract tot medio 2026 bij FC Utrecht. In de overeenkomst werd eveneens een optie tot een extra seizoen opgenomen.

## Clubstatistieken

### Beloften
| Seizoen         | Club            | Competitie      | Competitie | Competitie |
| Seizoen         | Club            | Competitie      | Wed.       | Dlp.       |
| --------------- | --------------- | --------------- | ---------- | ---------- |
| 2017/18         | Jong Ajax       | Eerste divisie  | 3          | 1          |
| 2018/19         | Jong Ajax       | Eerste divisie  | 20         | 1          |
| 2019/20         | Jong Ajax       | Eerste divisie  | 12         | 5          |
| 2020/21         | Jong Ajax       | Eerste divisie  | 14         | 4          |
| 2021/22         | Jong Ajax       | Eerste divisie  | 11         | 3          |
| Beloften totaal | Beloften totaal | Beloften totaal | 60         | 14         |

### Senioren
| Seizoen                        | Club              | Competitie      | Competitie | Competitie | Beker | Beker | Overig | Overig | Totaal | Totaal |
| Seizoen                        | Club              | Competitie      | Wed.       | Dlp.       | Wed.  | Dlp.  | Wed.   | Dlp.   | Wed.   | Dlp.   |
| ------------------------------ | ----------------- | --------------- | ---------- | ---------- | ----- | ----- | ------ | ------ | ------ | ------ |
| 2020/21                        | Ajax              | Eredivisie      | 1          | 0          | 0     | 0     | 0      | 0      | 1      | 0      |
| 2020/21                        | → FC Nordsjælland | Superligaen     | 18         | 3          | 0     | 0     | 0      | 0      | 18     | 3      |
| 2021/22                        | Ajax              | Eredivisie      | 1          | 0          | 1     | 0     | 0      | 0      | 2      | 0      |
| 2022                           | → Rosenborg BK    | Eliteserien     | 28         | 5          | 2     | 0     | 0      | 0      | 30     | 5      |
| 2022/23                        | Ajax              | Eredivisie      | 0          | 0          | 1     | 0     | 0      | 0      | 1      | 0      |
| 2022/23                        | FC Utrecht        | Eredivisie      | 12         | 1          | 2     | 0     | 1      | 0      | 15     | 1      |
| 2023/24                        | FC Utrecht        | Eredivisie      | 24         | 5          | 2     | 0     | 0      | 0      | 26     | 5      |
| Senioren totaal                | Senioren totaal   | Senioren totaal | 84         | 14         | 8     | 0     | 1      | 0      | 93     | 14     |
| Carrièretotaal                 | Carrièretotaal    | Carrièretotaal  | 144        | 28         | 8     | 0     | 1      | 0      | 153    | 28     |
| Bijgewerkt op 10 december 2023 |                   |                 |            |            |       |       |        |        |        |        |